# Live Scenes From New York
Live Scenes from New York es el tercer álbum en vivo en CD triple de la banda de metal progresivo Dream Theater, grabado el 30 de agosto de 2000 en el Roseland Ballroom de Nueva York. Fue originalmente lanzado el 11 de septiembre de 2001, pero al notar que el arte de la carátula mostraba el skyline de Nueva York, incluyendo las torres gemelas del World Trade Center en llamas, fue recogido y relanzado un corto tiempo después con un nuevo arte en la carátula. Algunas copias con el arte original aún existen, y son ahora ítems raros de colección. 
Live Scenes from New York es la contraparte en audio del vídeo en DVD Metropolis 2000: Scenes from New York, lanzado a principios de 2001.
El álbum contiene la única interpretación en vivo de Metropolis, Pt. 2: Scenes From A Memory en su totalidad que ha sido lanzada oficialmente. También es el primer lanzamiento de Dream Theater que presenta a Jordan Rudess en los teclados. 
Al final de este concierto, Mike Portnoy, sufrió un "desmayo", según el, la cantidad de Red Bulls ingeridas, poca comida, nervios, etcétera. La versión completa de la explicación está en los FAQ's de www.mikeportnoy.com.

## Listado de pistas

### Disco 1
1. Regression – (2:46)
2. Overture 1928 - (3:32)
3. Strange Déjà Vu – (5:02)
4. Through My Words – (1:42)
5. Fatal Tragedy – (6:21)
6. Beyond This Life – (11:16)
7. John & Theresa Solo Spot – (3:17)
8. Through Her Eyes – (6:17)
9. Home – (13:21)
10. The Dance Of Eternity – (6:24)

### Disco 2
1. One Last Time – (4:11)
2. The Spirit Carries On – (7:40)
3. Finally Free – (10:59)
4. Metropolis Pt. 1 – (10:36)
5. The Mirror – (8:15)
6. Just Let Me Breathe – (4:02)
7. Acid Rain – (2:34) (de Liquid Tension Experiment)
8. Caught In A New Millennium – (6:21)
9. Another Day – (5:13)
10. Jordan Rudess Keyboard Solo – (6:40)

### Disco 3
1. A Mind Beside Itself I: Erotomania – (7:22)
2. A Mind Beside Itself II: Voices – (9:45)
3. A Mind Beside Itself III: The Silent Man – (5:09)
4. Learning To Live – (14:02)
5. A Change Of Seasons – (24:35)

## Intérpretes
- James LaBrie – Voz
- John Myung – Bajo
- John Petrucci – Guitarras
- Mike Portnoy – Batería
- Jordan Rudess – Teclados

## Actuación en las carteleras
Billboard 200:
- Live Scenes From New York - #120

Billboard Top Internet Albums:
- Live Scenes From New York - #7

## Trivia
- La versión de A Change Of Seasons de este álbum contiene la canción de las grandes ligas (interpretada por John Myung), la canción de la serie de TV Los Simpson (interpretada por John Petrucci) y un solo de piano, el final de When the Water Breaks del álbum Liquid Tension Experiment 2 (interpretado por Jordan Rudess), que no son parte del tema originalmente.
- Si insertas el disco 3 en el computador podrás ver los videos de "Another Day", el solo de Jordan Rudess y el tráiler de "Metropolis 2000: Scenes from New York".[cita requerida]

- Datos: Q587991